# Flor de Agua
Flor de Agua es un caserío peruano ubicado en el distrito de Yamango, perteneciente a la provincia de Morropón del departamento de Piura, al norte del Perú. 

## Ubicación
Flor de Agua se ubica al noreste de la provincia de Morropón, en el distrito de Yamango, en el departamento de Piura.

## Demografía
En 2017 Flor de Agua tenía una población de 121 habitantes.
| Gráfica de evolución demográfica de Flor de Agua entre 1993 y 2017 |
|                                                                    |
| Fuentes: Población 1993 y 2017                                     |